# النشيد الوطني لجورجيا
النشيد الوطني لجورجيا ((بالجورجية: თავისუფლება) ، pronounced [tʰɑwisupʰlɛbɑ] ؛ «الحرية») هو النشيد الوطني لجورجيا. تم اعتماده باعتباره النشيد الوطني الجورجي في مايو 2004، إلى جانب العلم الوطني الجديد وشعار النبالة. جاء تغيير الرموز بعد الإطاحة الناجحة بالحكومة السابقة في ثورة الورد البيضاء. الموسيقى مأخوذة من الأوبرا الجورجية Abesalom da Eteri ("Abesalom and Eteri") و Daisi ("The Nightfall") للملحن الجورجي Zacharia Paliashvili ((بالجورجية: ზაქარია ფალიაშვილი))، تم تكييفها لتشكيلها من قبل Ioseb Kechakmadze ((بالجورجية: იოსებ კეჭაყმაძე)). كلمات الالحان ديفيد ماجرادزه ((بالجورجية: დავით მაღრაძე)).

## تاريخ
تم تبني النشيد الوطني الجورجي الحالي من قبل برلمان جورجيا في 20 مايو عام 2004،  بالضبط بعد خمسة أشهر من استقالة الرئيس إدوارد شيفرنادزه في ثورة الورد. وتم تقديم مشروع قانون في الجلسة العامة الأولى للدعوة السادسة للبرلمان الجورجي في 22 نيسان / أبريل 2004. بعد ان قام وزير الثقافة جيورجي قاباشفيلي مشروع قانون اعتماد "Tavisupleba" كنشيد وطني لدولة جورجيا؛ وتم حينها عزف الموسيقى للنواب بعد ذلك بوقت قصير. لا يعطي القانون أية تنظيمات، ولكنه يشير إلى المرسوم الرئاسي المقابل.
"Tavisupleba" جاء بعد النشيد الوطني القديم «Dideba»، الذي كانت تستخدمه جمهورية جورجيا الديمقراطية من عام 1918 إلى عام 1921، والنشيد الآخر كان من قبل جورجيا المستقلة حديثًا (من الاتحاد السوفيتي) من عام 1990 إلى عام 2004.
وسرعان ما اكتسب النشيد الوطني الجديد شعبية على عكس سابقيه، التي كانت كلماتها قديمة إلى حد ما ويصعب حفظها.
أثناء زيارة الرئيس الأمريكي جورج دبليو بوش إلى جورجيا في مايو 2005، كان هو والرئيس ميخائيل ساكاشفيلي يخاطبان عشرات الآلاف من الجورجيين في ساحة الحرية ، تبليسي عندما فشل تسجيل "Tavisupleba" في العرض بشكل صحيح. ثم أشار ساكاشفيلي إلى الجوقات، وانضم الآلاف من الحشد ليغنوها معاً، وهي لحظة وصفتها وسائل الإعلام بأنها «الحدث الأعظم في اليوم».

## موسيقى
تم اقتباس موسيقى "Tavisupleba" من أوبرا جورجيتين، Abesalom da Eteri (1918) و Daisi (1923)، من تأليف Zacharia Paliashvili ، مبتكر النوع الموسيقي الكلاسيكي الجورجي.

## الكلمات
| كلمات الأغاني الجورجية الرسمية | الكتابة بالحروف اللاتينية للغة الجورجية | النسخة الأبخازية | ترجمة رسمية باللغة الإنجليزية | الترجمة الحرفية |
| --- | --- | --- | --- | --- |
| ჩემი ხატია სამშობლო, სახატე მთელი ქვეყანა, განათებული მთა-ბარი, წილნაყარია ღმერთთანა. თავისუფლება დღეს ჩვენი მომავალს უმღერს დიდებას, ცისკრის ვარსკვლავი ამოდის ამოდის და ორ ზღვას შუა ბრწყინდება, და დიდება თავისუფლებას, თავისუფლებას დიდება! | Chemi xat’ia samshoblo, Saxat’e mteli kveqana, Ganatebuli mta-bari C’ilnaqaria Ghmerttana. Tavisupleba dghes chveni Momavals umghers didebas, Cisk’ris varsk’vlavi amodis Amodis da or zghvas shua brc’qindeba, Da dideba tavisuplebas, Tavisuplebas dideba! | Ашәа азаҳҳәоит ҳныха, ҳаҧсадгьыл Иҳазгәакьоу, иҧшьоу ҳтәыла. Мрала ирлашоуп ҳа ҳадгьыл, Уи азоуп изахьӡу амратәыла. Иахьа иҳамоу ахақәиҭра Ашәа азаҳҳәоит гәырӷьа бжьыла, Аеҵәа ҩ-мшынк рыбжьара Икаҧхоит Анцәа имч ала, Иныҳәазааит ахақәиҭра, Ахақәиҭра амч-алша. | Our icon is the homeland Trust in God is our creed, Enlightened land of plains and mounts, Blessed by God and holy heaven. The freedom we have learnt to follow Makes our future spirits stronger, Morning star will rise above us And lightens up the land between the two seas. Glory to long-cherished freedom, Glory to liberty! | My icon is my motherland, And the whole world is its icon-stand, Bright mounts and valleys Are shared with God. Today our freedom Sings to the glory of the future, The dawn star rises up And shines out between the two seas, So praise be to freedom, To freedom be praise! |

## أنظمة
وفقًا للوائح برلمان جورجيا، الفصل 3، المادة 4.5. يعزف النشيد الوطني لجورجيا في افتتاح واختتام كل جلسة في البرلمان. كما يتم إجراؤه بعد توقيع القسم البرلماني بعد أن يعترف البرلمان بسلطة ما لا يقل عن ثلثي أعضائه المنتخبين حديثًا (الفصل 25، المادة 124.7). ويتم عزف النشيد الوطني أيضًا قبل التقرير السنوي لرئيس جورجيا إلى البرلمان.
تبث هيئة الإذاعة العامة الجورجية نسخة فيديو موسيقي من النشيد الوطني، تظهر فيه مغني الأوبرا باتا بورشولادزي.
غاباشفيلي

## روابط خارجية
- باللغة الجورجية برلمان جورجيا الأغاني
- باللغة الجورجية رئيس جورجيا الأغاني ووسائل الإعلام
- جورجيا: Tavisupleba - صوت للنشيد الوطني لجورجيا، مع معلومات وكلمات
- «Tavisupleba: النشيد الوطني الجورجي»، من مهد النبيذ
- ورقة الموسيقى - SATB وبيانو النتيجة من Tavisupleba على IMSLP